# I. Brúnó kölni érsek
I. (Szent) Brúnó (925 májusa – Reims, 965. október 11.) kölni érsek 953-tól haláláig.
Brúnó I. Henrik német király és Szent Matilda fiaként született. Az utrechti püspöki iskolában végezte a tanulmányait. Miután testvére, I. Ottó 936-ban német király lett, Brúnót Lorsch és Corveyi apátság apátjává tette, 940-ben pedig birodalmi kancellárá nevezte ki.
Brúnó igyekezett emelni a kancellária színvonalát, és foglalkozott a fiatal klerikusok oktatásával. Miután Ottó második házassága megosztotta az uralkodócsaládot, Brúnó a viszály elsimításán munkálkodott. 953-ban lett Köln érseke, és 12 éves kormányzása alatt a papság és a nép erkölcsi emelésén dolgozott. Köztudott volt, hogy a magas méltóságban is aszkéta életmódot élt. 40 éves korában hunyt el 965-ben. Tisztelete hamar elterjedt a nép körében, de Róma hivatalosan csak 1970-ben kanonizálta. Ünnepe halála napja, október 11.